# Johann Gottlieb Schott

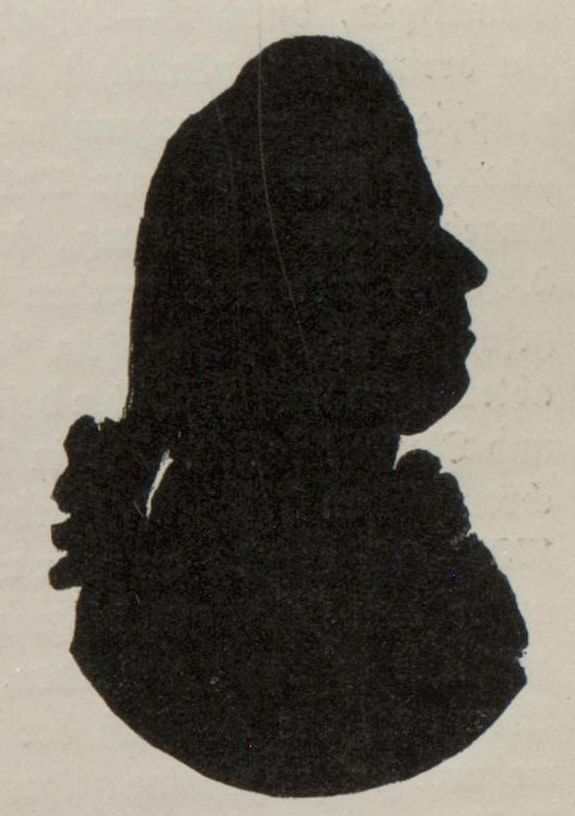
Johann Gottlieb Schott, Scherenschnitt

Johann Gottlieb Schott (* 28. April 1751 in Nürtingen; † 9. Mai 1813 in Stuttgart) war ein württembergischer Theologe, Historiker, Professor und Bibliothekar an der Herzoglichen Öffentlichen Bibliothek in Stuttgart.

## Leben
Schott erlangte 1770 die Magisterwürde und wurde nach zweijährigem Studium der Theologie 1772 vom württembergischen Herzog Carl Eugen an die Hohe Karlsschule berufen. Er war dort als Professor für Sprachen und Geschichte tätig.
Im Januar 1786 wurde Schott als Oberbibliothekar neben Georg Friedrich Vischer an die Herzogliche Öffentliche Bibliothek in Stuttgart geholt. Seit 1789 war er alleiniger Oberbibliothekar, also Leiter, der Bibliothek.
In der Bibliothek betreute Schott in erster Linie die historischen Fächer und verfasste mehrere Kataloge, von denen einige bis heute erhalten sind.

## Werke
- Froher Jubel der Eberhard-Carolinischen Musen über das am 11. Febr. 1770 zum 43.sten male erschienene höchst erfreuliche Geburts-Fest Ihres Rectoris Magnificentissimi des Durchlauchtigsten Herzogs und Herrn Carls Herzogen zu Würtemberg und Teck etc. auf der Hohen Schule zu Tübingen, Tübingen: Sigmundische Schriften 1770. (doi:10.20345/digitue.17090)
- Ehren-Gedächtnis Des Weiland Durchlauchtigsten Herzogs und Herrn, Herrn, Carl Eugens, regierenden Herzogs zu Wirtemberg und Teck [...] verewigt den 24. Octobr. 1793. Bei der Trauer-Feyer den 20. und 23. Febr. 1794, Stuttgart: Cotta 1794 (Digitalisat)
- Ehren-Denkmal des Weiland Durchlauchtigsten Herzogs und Herrn, Herrn Ludwigs Eugens, regierender Herzogs zu Wirtemberg und Tek [...]; verewigt den 20. May 1795. Bei der Trauerfeyer am 27. und 28. Jun. 1795, Stuttgart: Cotta 1795 (Digitalisat)
- Ehren-Denkmal Ihro Königlichen Hoheit der weiland Durchlauchtigsten Herzogin und Frau, Frau Friderika Dorothea Sophia verwittweten Herzogin von Wirtemberg und Tek [et]c. gebohrner Königlichen Prinzessin von Preussen, und Markgräfin zu Brandenburg-Schwedt, des Russisch-Kaiserlichen Katharinen-Ordens Dame; Verewigt den 9. März 1798. Bey der Trauer-Feyer den 1. April 1798, Stuttgart: Cotta 1798. (Digitalisat)
- Ehren-Denkmal des Weiland Durchlauchtigsten Herzogs und Herrn, Herrn Friedrich Eugens, regierenden Herzogs von Wirtemberg und Teck [...], verewigt den 23. December 1797 Bey der Trauer-Feyer den 11. und 14. Februar 1798, Stuttgart: Cotta 1798 (Digitalisat)
- Germania. Ein heroisches Singspiel in drey Aufzügen, o. O. 1800 (Digitalisat)